# Dr. Bruno Resende
Dr. Bruno Resende (UNIÃO), é um político brasileiro, filiado ao PODE. Nas eleições de 2022, foi eleito deputado estadual pelo ES.